# 粗皮似馬面單棘魨
粗皮似馬面單棘魨，為輻鰭魚綱魨形目鱗魨亞目單棘魨科的其中一種，為溫帶海水魚，分布於印度西太平洋區的澳洲及紐西蘭海域，棲息深度20-200公尺，體長可達31公分，棲息在外海海草長的岩礁區，單獨或成小群活動，以礁石上的附著生物為食，生活習性不明，可做為食用魚。

## 扩展阅读
維基物種上的相關：粗皮似馬面單棘魨